# Skoky do vody na mistrovství Evropy v plaveckých sportech 2016
Závody v skocích do vody na mistrovství Evropy v plaveckých sportech za rok 2016 proběhly v Londýně, Spojené království ve dnech 9. až 22. května 2016.

## Česká stopa
Na tomto mistrovství Evropy Česko nemělo ve skocích do vody zastoupení.

## Výsledky

### Individuální disciplíny
| Muži              | Zlato                     | Zlato  | Stříbro                  | Stříbro | Bronz                  | Bronz  |
| ----------------- | ------------------------- | ------ | ------------------------ | ------- | ---------------------- | ------ |
| Skoky z 1 m prkna | Illja Kvaša (UKR)         | 439,70 | Giovanni Tocci (ITA)     | 414,30  | Constantin Blaha (AUT) | 402,55 |
| Skoky z 3 m prkna | Jevgenij Kuzněcov (RUS)   | 497,90 | Jack Laugher (GBR)       | 473,60  | Illja Kvaša (UKR)      | 463,85 |
| Skoky z 10 m věže | Tom Daley (GBR)           | 570,50 | Viktor Minibajev (RUS)   | 524,60  | Nikita Šlejcher (RUS)  | 480,90 |
| Ženy              | Zlato                     | Zlato  | Stříbro                  | Stříbro | Bronz                  | Bronz  |
| Skoky z 1 m prkna | Tania Cagnottová (ITA)    | 284,15 | Elena Bertocchiová (ITA) | 281,30  | Naděžda Bažinová (RUS) | 280,75 |
| Skoky z 3 m prkna | Tania Cagnottová (ITA)    | 360,60 | Uschi Freitagová (NED)   | 330,60  | Grace Reidová (GBR)    | 328,55 |
| Skoky z 10 m věže | Julija Prokopčuková (UKR) | 385,90 | Tonia Couchová (GBR)     | 352,70  | Georgia Wardová (GBR)  | 325,05 |

### Týmové disciplíny
| Muži                                               | Zlato                                                      | Zlato  | Stříbro                                                           | Stříbro | Bronz                                                   | Bronz  |
| -------------------------------------------------- | ---------------------------------------------------------- | ------ | ----------------------------------------------------------------- | ------- | ------------------------------------------------------- | ------ |
| Synchronizované skoky dvojic z 3 m prkna           | Spojené království (GBR) (Jack Laugher, Christopher Mears) | 456,81 | Rusko (RUS) (Ilja Zacharov, Jevgenij Kuzněcov)                    | 445,23  | Ukrajina (UKR) (Illja Kvaša, Oleksandr Horškovozov)     | 439,86 |
| Synchronizované skoky dvojic z 10 m věže           | Německo (GER) (Sascha Klein, Patrick Hausding)             | 445,26 | Spojené království (GBR) (Tom Daley, Daniel Goodfellow)           | 444,30  | Ukrajina (UKR) (Oleksandr Horškovozov, Maksym Dolhov)   | 429,75 |
| Ženy                                               | Zlato                                                      | Zlato  | Stříbro                                                           | Stříbro | Bronz                                                   | Bronz  |
| Synchronizované skoky dvojic z 3 m prkna           | Itálie (ITA) (Tania Cagnottová, Francesca Dallapèová)      | 327,81 | Spojené království (GBR) (Alicia Blaggová, Rebecca Gallantreeová) | 319,32  | Rusko (RUS) (Naděžda Bažinová, Kristina Ilinychová)     | 304,20 |
| Synchronizované skoky dvojic z 10 m věže           | Německo (GER) (Maria Kurjová, My Phanová)                  | 279,75 | Ukrajina (UKR) (Hanna Krasnošlyková, Vlada Tacenková)             | 278,01  | Maďarsko (HUN) (Villő Kormosová, Zsófia Reisingerová)   | 274,74 |
| Mix                                                | Zlato                                                      | Zlato  | Stříbro                                                           | Stříbro | Bronz                                                   | Bronz  |
| Synchronizované skoky smíšených dvojic z 3 m prkna | Spojené království (GBR) (Grace Reidová, Tom Daley)        | 321,06 | Itálie (ITA) (Tania Cagnottová, Maicol Verzotto)                  | 308,70  | Rusko (RUS) (Naděžda Bažinová, Nikita Šlejcher)         | 305,28 |
| Synchronizované skoky smíšených dvojic z 10 m věže | Ukrajina (UKR) (Julija Prokopčuková, Maksym Dolhov)        | 323,70 | Spojené království (GBR) (Georgia Wardová, Matthew Lee)           | 318,24  | Rusko (RUS) (Julija Timošininová, Nikita Šlejcher)      | 307,68 |
| Smíšený tým                                        | Rusko (RUS) (Naděžda Bažinová, Viktor Minibajev)           | 413,30 | Ukrajina (UKR) (Julija Prokopčuková, Oleksandr Horškovozov)       | 396,40  | Spojené království (GBR) (Georgia Wardová, Matthew Lee) | 353,85 |

## Medailová bilance
Ve skocích do vody se rozdělilo celkem 13 sad medailí.
| Pořadí | Stát                     |       | Muži    | Muži  | Muži  |         | Ženy  | Ženy  | Ženy    |       | Mix   | Mix     | Mix   |  | Muži + Ženy + Mix | Muži + Ženy + Mix | Muži + Ženy + Mix | Celkem |
| Pořadí | Stát                     | Zlato | Stříbro | Bronz | Zlato | Stříbro | Bronz | Zlato | Stříbro | Bronz | Zlato | Stříbro | Bronz |  |                   |                   |                   | Celkem |
| ------ | ------------------------ | ----- | ------- | ----- | ----- | ------- | ----- | ----- | ------- | ----- | ----- | ------- | ----- |  | ----------------- | ----------------- | ----------------- | ------ |
| 1.     | Spojené království (GBR) |       | 2       | 2     | 0     |         | 0     | 2     | 2       |       | 1     | 1       | 1     |  | 3                 | 5                 | 3                 | 11     |
| 2.     | Itálie (ITA)             |       | 0       | 1     | 0     |         | 3     | 1     | 0       |       | 0     | 1       | 0     |  | 3                 | 3                 | 0                 | 6      |
| 3.     | Ukrajina (UKR)           |       | 1       | 0     | 3     |         | 1     | 1     | 0       |       | 1     | 1       | 0     |  | 3                 | 2                 | 3                 | 8      |
| 4.     | Rusko (RUS)              |       | 1       | 2     | 1     |         | 0     | 0     | 2       |       | 1     | 0       | 2     |  | 2                 | 2                 | 5                 | 9      |
| 5.     | Německo (GER)            |       | 1       | 0     | 0     |         | 1     | 0     | 0       |       | 0     | 0       | 0     |  | 2                 | 0                 | 0                 | 2      |
| 6.     | Nizozemsko (NED)         |       | 0       | 0     | 0     |         | 0     | 1     | 0       |       | 0     | 0       | 0     |  | 0                 | 1                 | 0                 | 1      |
| 7.     | Rakousko (AUT)           |       | 0       | 0     | 1     |         | 0     | 0     | 0       |       | 0     | 0       | 0     |  | 0                 | 0                 | 1                 | 1      |
| 7.     | Maďarsko (HUN)           |       | 0       | 0     | 0     |         | 0     | 0     | 1       |       | 0     | 0       | 0     |  | 0                 | 0                 | 1                 | 1      |
| Celkem | Celkem                   |       | 5       | 5     | 5     |         | 5     | 5     | 5       |       | 3     | 3       | 3     |  | 13                | 13                | 13                | 39     |